# Île Seguin
A Île Seguin egy sziget a franciaországi Szajnában, Boulogne-Billancourt és Sèvres között, Párizstól nyugatra.
A 20. század nagy részében egy Renault gyár működött itt, egészen 1992-es leállásig, amikor az utolsó Renault 5 Superfast modellt is legyártották. A gyárat 2004–2005-ben lebontották.
2017 áprilisában nyílt meg itt a La Seine Musicale zenei pavilon és művészeti központ.